# Солнечный (Хабаровский край)
Со́лнечный — рабочий посёлок, административный центр Солнечного района Хабаровского края России.
Население — 12 122 чел. (2025).

## Географическое положение
Расположен на реке Силинке (бассейн Амура), на отрогах хребта Мяо-Чан в 38 км к северо-западу от города Комсомольска-на-Амуре.

## Население
| 1970    | 1979    | 1989    | 1992    | 2000    | 2002    | 2009    |
| ------- | ------- | ------- | ------- | ------- | ------- | ------- |
| 7943    | ↗13 128 | ↗17 331 | ↗17 700 | ↘15 300 | ↘14 415 | ↘14 049 |
| 2010    | 2011    | 2012    | 2013    | 2014    | 2015    | 2016    |
| ↘13 306 | ↘13 255 | ↘12 944 | ↘12 803 | ↘12 498 | ↘12 355 | ↘12 181 |
| 2017    | 2018    | 2019    | 2020    | 2021    | 2023    | 2025    |
| ↘11 975 | ↘11 809 | ↘11 577 | ↗11 601 | ↗12 267 | ↘12 253 | ↘12 122 |

## Экономика
В посёлке работают следующие кредитные организации:
- Почта Банк
- Сбербанк России
- Совкомбанк

## Промышленность
В посёлке располагается один из двух действующих центров добычи олова в России — АО «Оловянная рудная компания», объединяющая активы бывшего Солнечного ГОКа. ООО "Геопроминвест"

## Транспорт
Междугородные и пригородные перевозки осуществляются ООО "Солнечный экспресс"